# Bałtyk-Karkonosze Tour
Il Bałtyk-Karkonosze Tour è una corsa a tappe maschile di ciclismo su strada che si svolge in Polonia ogni anno nel mese di maggio. Dal 2005 al 2009 fece parte del calendario UCI Europe Tour come evento di classe 2.2; dal 2010 è tornata ad essere una corsa dilettantistica.

## Albo d'oro
Aggiornato all'edizione 2021.
| Anno | Vincitore             | Secondo              | Terzo                |
| ---- | --------------------- | -------------------- | -------------------- |
| 1993 | Radosław Romanik      |                      |                      |
| 1994 | Radosław Romanik      |                      |                      |
| 1995 | Radosław Romanik      |                      |                      |
| 1996 | Radosław Romanik      | Andrzej Sypytkowski  | Grzegorz Gwiazdowski |
| 1997 | Andrzej Sypytkowski   | Jacek Mickiewicz     | Zbigniew Piątek      |
| 1998 | Piotr Chmielewski     | Tomsaz Kloczko       | Artur Krasinski      |
| 1999 | Raimondas Rumšas      | Piotr Wadecki        | Tomasz Brożyna       |
| 2000 | Robert Radosz         | Grzegorz Rosolinski  | Dariusz Skoczylas    |
| 2001 | Piotr Przydział       | Radosław Romanik     | Ondřej Sosenka       |
| 2002 | Oleksandr Klymenko    | Marcin Sapa          | Radosław Romanik     |
| 2003 | Oleksandr Klymenko    | Krzysztof Ciesielski | Sebastian Skiba      |
| 2004 | Slawomir Kohut        | Jamie Burrow         | Oleksandr Klymenko   |
| 2005 | Radosław Romanik      | Cezary Zamana        | Krzysztof Ciesielski |
| 2006 | Bartłomiej Matysiak   | Kazimierz Stafiej    | Krzysztof Miara      |
| 2007 | Roman Broniš          | Aleksej Kunšin       | Mateusz Mróz         |
| 2008 | Radosław Romanik      | Lukasz Bodnar        | Roman Broniš         |
| 2009 | Sergej Kolesnikov     | Mateusz Mróz         | Mateusz Taciak       |
| 2010 | Volodymyr Duma        | Artur Przydzial      | Patrik Tybor         |
| 2011 | Robert Radosz         | Dariusz Baranowski   | Wojciech Ziolkowski  |
| 2012 | Nikolaj Mihajlov      | Marek Rutkiewicz     | Robert Radosz        |
| 2013 | Mateusz Taciak        | Nikolaj Mihajlov     | Kamil Gradek         |
| 2014 | Christopher Hatz      | Tim Schlichenmaier   | Kamil Zieliński      |
| 2015 | Leszek Pluciński      | Mateusz Taciak       | Peter Williams       |
| 2016 | Mateusz Taciak        | Maciej Paterski      | Nikolay Mihaylov     |
| 2017 | Marek Rutkiewicz      | Vadim Pronskiy       | Adam Stachowiak      |
| 2018 | Philipp Walsleben     | Mateusz Taciak       | Paweł Cieślik        |
| 2019 | Kamil Małecki         | Attila Valter        | Adam Stachowiak      |
| 2020 | Stanisław Aniołkowski | Maciej Paterski      | Adam Stachowiak      |
| 2021 | annullata             | annullata            | annullata            |